# Phia Andersson
Phia Andersson (sinh năm 1955) là một chính trị gia người Thụy Điển của Đảng Dân chủ Xã hội. Bà là thành viên của Riksdag từ năm 2006 đến năm 2018. Khu vực bầu cử của bà là Quận Västra Götaland Nam.